# Manhunt International 2002
Manhunt International 2002 là cuộc thi Manhunt International lần thứ chín được tổ chức tại Thượng Hải, Trung Quốc.  Fabrice Bertrand Wattez đến từ Pháp đăng quang ngôi vị Manhunt International.

## Kết quả
| Thứ hạng                   | Thứ hạng | Thứ hạng | Thứ hạng |
| Hạng                       | Thí sinh |          |          |
| -------------------------- | --- | -------- | -------- |
| Manhunt International 2002 | - Pháp — Fabrice Bertrand Wattez |          |          |
| Á vương 1                  | - Bỉ — Bart Deschuymer |          |          |
| Á vương 2                  | - Thổ Nhĩ Kỳ — Murat Erbaytan |          |          |
| Á vương 3                  | - Cuba — Adrián Medina Scull |          |          |
| Á vương 4                  | - Venezuela — Daniel Leonard Navarrete Muktans |          |          |
| Top 15                     | - Ấn Độ — Nitin Singh - Bồ Đào Nha — Deive Arnaldo Garcés Joaquin - Hà Lan — Leander de Weijer - Hồng Kông — Jerry Chua da Silva - México — Yevgeni Aguirre - Nam Phi — Jorge Maia - Sri Lanka — Roshan Massilamany - Trung Quốc — Wang Lin - Úc — Kersley Craig - Ý — Michael Forer |          |          |
| Giải thưởng đặc biệt       | |          |          |
| Giải thưởng                | Thí sinh |          |          |
| Mr. Physique               | Winner - Thổ Nhĩ Kỳ — Murat Erbaytan Top 3 - Estonia — Timo Tonisma - Gibraltar — Neil Llanela |          |          |
| Best National Costume      | Winner - Aruba — Junior Tromp Top 3 - Ý — Michael Forer - Nicaragua — Dennis Schwartz Arce |          |          |
| Mr. Talent                 | Winner - Cuba — Adrián Medina Scull Top 3 - New Zealand — Daniel Kukec - Anh Quốc — Rhodri Jenkins |          |          |
| Mr. Friendship             | - China — Wang Lin |          |          |
| Mr. Photogenic             | - Cuba — Adrián Medina Scull |          |          |
| Mr. Personality            | - Síp — Karl Haddad |          |          |
| Mr. Internet Popularity    | - Venezuela — Daniel Leonard Navarrete Muktans |          |          |
| Mr. Healthy Lifestyle      | - Singapore — Julian Hee Lic-Hua |          |          |

## Các thí sinh
47 thí sinh dự thi.
| Quốc gia/vùng lãnh thổ | Thí sinh                         |
| ---------------------- | -------------------------------- |
| Anh Quốc               | Rhodri Jenkins                   |
| Aruba                  | Junior Tromp                     |
| Ấn Độ                  | Nitin Singh                      |
| Ba Lan                 | Janusc Uojsiewicz                |
| Bỉ                     | Bart Deschuymer                  |
| Bolivia                | Felipe Armaza Arce               |
| Bosna và Hercegovina   | Marijo Susak                     |
| Bồ Đào Nha             | Deive Arnaldo Garcés Joaquin     |
| Brasil                 | Frederic Sanveur                 |
| Bulgaria               | Erdoan Osmanov Mustafov          |
| Canada                 | Karl Végiard                     |
| Croatia                | Ante Mlikota                     |
| Cuba                   | Adrián Medina Scull              |
| Curaçao                | Steven Adamus                    |
| Đức                    | Christopher Sackeyfio            |
| Estonia                | Timo Tonisma                     |
| Gibraltar              | Neil Llanela                     |
| Hà Lan                 | Leander de Weijer                |
| Hoa Kỳ                 | Mark Taylor                      |
| Hồng Kông              | Jerry Chua da Silva              |
| Hy Lạp                 | Giannis Koutsianos               |
| Jamaica                | Kingsley Evering                 |
| Kosovo                 | Albert Hashimi                   |
| Malaysia               | Nithiananthan Madaven            |
| Malta                  | Kristoff Zammit Ciantar          |
| México                 | Yevgeni Aguirre Castañeda        |
| Nam Phi                | Jorge Maia                       |
| New Zealand            | Daniel Kukec                     |
| Nicaragua              | Dennis Schwartz Arce             |
| Pakistan               | Syed Noman Shah                  |
| Panama                 | Christian Herrera                |
| Pháp                   | Fabrice Bertrand Wattez          |
| Philippines            | Bruce Quebral                    |
| Puerto Rico            | Carlos Antonio Castell Ortiz     |
| România                | Robert Pescaru                   |
| Singapore              | Julian Hee Lic-Hua               |
| Síp                    | Karl Haddad                      |
| Slovakia               | Aleksander Kokotovic             |
| Sri Lanka              | Roshan Massilamany               |
| Thái Lan               | Weerayut Phumkham                |
| Thổ Nhĩ Kỳ             | Murat Erbaytan                   |
| Thụy Điển              | Martin Kramberg                  |
| Trung Quốc             | Wang Lin                         |
| Úc                     | Kersley Craig                    |
| Venezuela              | Daniel Leonard Navarrete Muktans |
| Việt Nam               | Nguyễn Bình Minh                 |
| Ý                      | Michael Forer                    |